# Scrats neue Abenteuer
Scrats neue Abenteuer ist ein US-amerikanischer animierter Kurzfilm von Carlos Saldanha aus dem Jahr 2002.

## Handlung
Das Rattenhörnchen Scrat hat sich einen riesigen Vorrat an Eicheln in einem hohlen Baumstamm angelegt. In der Mitte der Sammlung ist noch ein kleiner Freiraum, den seine letzte gefundene Eichel perfekt füllt. Scrat passt die Eichel, aus vorherigen Missgeschicken lernend, vorsichtig in die Lücke ein, doch springt sie immer wieder hoch, sobald Scrat sich von ihr wegbewegt. Nach einer Weile reagiert Scart wütend und springt auf der Eichel herum, um sie endgültig in das Loch zu pressen.
Plötzlich gibt die gesamte Eichelsammlung nach und schießt durch ein Astloch nach außen. Auch Scrat wird mit den Eicheln in die Luft befördert. Es gelingt ihm, sämtliche Eicheln in der Luft aufzusammeln. Sie formen nun einen Ball, der sich langsam zu drehen beginnt, sodass Scrat auf der Kugel laufen muss, um nicht herunterzufallen. Er verrennt sich jedoch, fällt herunter und schlägt hart im Schnee auf. Eine einzelne Eichel entwickelt sich in der Luft zu einem kleinen Meteor und schlägt in Scrat ein, der sich vergeblich bemüht hat, aus dem Schnee freizukommen. Der Einschlag führt zur Kontinentaldrift, sodass Scrat allein auf einem winzigen Stück Land im Ozean zurückbleibt. Sämtliche Eicheln sind mit den Kontinenten davongetrieben, doch gelingt es Scrat, die eingeschlagene Eichel aus dem Boden zu ziehen. Er herzt sie, doch zerfällt sie kurze Zeit später zu Asche. Resignierend setzt Scrat sich den übrig gebliebenen Fruchtbecher der Eichel auf.

## Produktion
Scrats neue Abenteuer zählt zu den Spin Offs der Filmreihe Ice Age. Der Film erschien 2002 als Bonusmaterial der DVD-Veröffentlichung von Ice Age, kam später jedoch 2003 auch als Vorfilm in die Kinos. Die Geräusche von Scrat sprach wie auch in den weiteren Filmen Chris Wedge ein.

## Auszeichnungen
Scrats neue Abenteuer wurde 2004 für einen Oscar in der Kategorie „Bester animierter Kurzfilm“ nominiert, konnte sich jedoch nicht gegen Harvie Krumpet durchsetzen.